# Wang Xiaozhu
Wang Xiaozhu (chiń. 王小竹 ur. 15 maja 1973) – chińska łuczniczka sportowa. Srebrna medalistka olimpijska z Barcelony.
Startowała w konkurencji łuków klasycznych. Zawody w 1992 były jej pierwszymi igrzyskami olimpijskimi. Po srebro sięgnęła w drużynie, tworzyły ją również Ma Xiangjun i Wang Hong. Indywidualnie była czwarta. Była brązową medalistką mistrzostw świata w rywalizacji drużynowej w 1993. Również w drużynie zwyciężała w igrzyskach azjatyckich w 1994, była druga w tej konkurencji w 1998. Brała udział w igrzyskach w 1996.